# 香菱

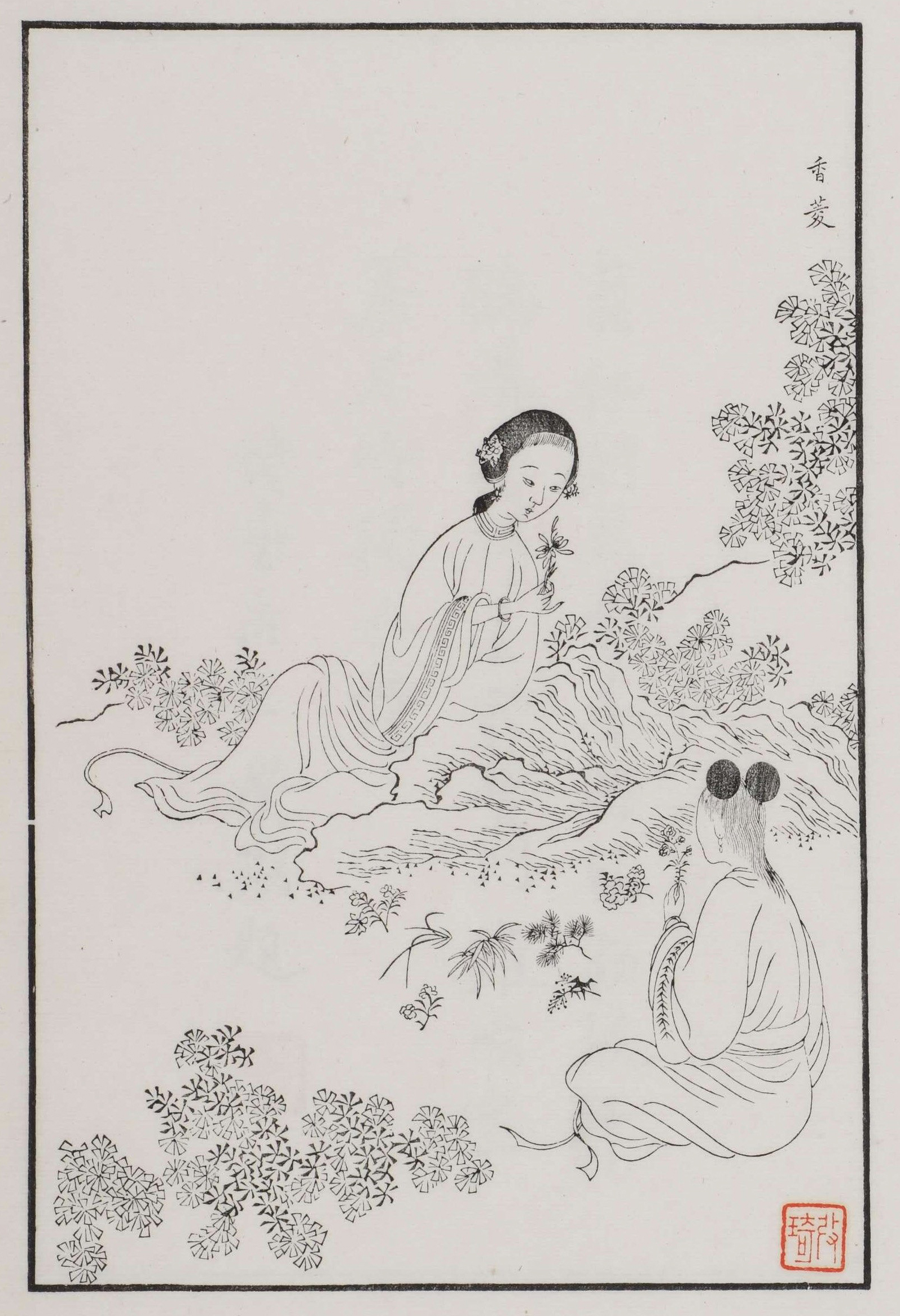
改琦绘，出自《红楼梦图咏》

香菱，《红楼梦》人物，本名甄英莲，諧音「真應憐」，是甄士隐與其妻封氏之女，後嫁給薛蟠。她的命途多舛，小時被人牙子拐賣，後轉賣給薛蟠為妾，薛寶釵為她取名為香菱，林黛玉教她作詩。後薛妻夏金桂见薛蟠宠爱香菱，极端嫉妒，便三番五次設計香菱，导致香菱遭受薛蟠責打，又強将「香菱」名字改为「秋菱」。金陵十二钗副册排名第一，也是整部小说第一次出现的主要的女性人物。判詞當中原是因“桂”而死，但高鹗续书中，結局改換。

## 判詞
根並荷花一莖香，平生遭際實堪傷。自從兩地生孤木，致使香魂返故鄉。——《红楼梦》第五回
占花名儿时掣了一根并蒂花，题着“联春绕瑞”，上面的预谶诗是：“连理枝头花正开”。——《红楼梦》第六十三回

## 结局
- 在高鹗续书中，薛蟠的正妻夏金桂欲毒死香菱，反錯將自己毒死，香菱被扶为正妻，產下一子後遂夭亡。[2]但有人认为，这与曹雪芹的原意不符。根据第五回香菱判词中的“自從兩地生孤木，致使香魂返故鄉”一句中，可以得出，香菱最后的结局应该難逃夏金桂的迫害而死。[3]
- 学者汪宏华认为香菱是唯一贯穿小说始终的女性人物，她的结局应该是与贾宝玉私奔逃回江南。先是香菱入贾家，然后是宝玉进甄家，真假重逢。[4]